# Алисон (Ајова)
Алисон (Ајова) (енгл. Allison) град је у америчкој савезној држави Ајова. По попису становништва из 2010. у њему је живело 1.029 становника.

## Демографија
Према попису становништва из 2010. у граду је живело 1.029 становника, што је 23 (2,3%) становника више него 2000. године.
| Група             | 2000.       | 2010.         |
| Белци             | 999 (99,3%) | 1.021 (99,2%) |
| Афроамериканци    | 0 (0,0%)    | 0 (0,0%)      |
| Азијати           | 0 (0,0%)    | 1 (0,1%)      |
| Хиспаноамериканци | 3 (0,3%)    | 2 (0,2%)      |
| Укупно            | 1.006       | 1.029         |